# Terra Alta (Stany Zjednoczone)
Terra Alta – miasto w Stanach Zjednoczonych, w stanie Wirginia Zachodnia, w hrabstwie Preston.